# Diocesi di Isiolo
La diocesi di Isiolo (in latino Dioecesis Isiolana) è una sede della Chiesa cattolica in Kenya suffraganea dell'arcidiocesi di Nyeri. Nel 2023 contava 69.070 battezzati su 177.730 abitanti. È retta dal vescovo Peter Munguti Makau, I.M.C.

## Territorio
La diocesi comprende la contea di Isiolo nella parte centrale del Kenya.
Sede vescovile è la città di Isiolo, dove si trova la cattedrale di Sant'Eusebio.
Il territorio è suddiviso in 14 parrocchie.

## Storia
Il vicariato apostolico di Isiolo fu eretto il 15 dicembre 1995 con la bolla Ad aptius di papa Giovanni Paolo II, ricavandone il territorio dalla diocesi di Meru.
Il 14 luglio 2005 il vicario apostolico Luigi Locati fu ucciso a seguito di un omicidio premeditato compiuto su mandato di un prete da lui costretto a dimettersi.
Il 15 febbraio 2023 il vicariato apostolico è stato elevato a diocesi con la bolla Aedificavit sibi domum di papa Francesco; contestualmente la diocesi è entrata a far parte della provincia ecclesiastica di Nyeri.

## Cronotassi dei vescovi
Si omettono i periodi di sede vacante non superiori ai 2 anni o non storicamente accertati.
- Luigi Locati † (15 dicembre 1995 - 14 luglio 2005 deceduto)[4]
- Anthony Ireri Mukobo, I.M.C. (25 gennaio 2006 - 28 settembre 2024 ritirato)
- Peter Munguti Makau, I.M.C., succeduto il 28 settembre 2024

## Statistiche
La diocesi nel 2023 su una popolazione di 177.730 persone contava 69.070 battezzati, corrispondenti al 38,9% del totale.
| anno | popolazione | popolazione | popolazione | presbiteri | presbiteri | presbiteri | presbiteri                | diaconi | religiosi | religiosi | parrocchie |
| anno | battezzati  | totale      | %           | numero     | secolari   | regolari   | battezzati per presbitero | diaconi | uomini    | donne     | parrocchie |
| ---- | ----------- | ----------- | ----------- | ---------- | ---------- | ---------- | ------------------------- | ------- | --------- | --------- | ---------- |
| 1999 | 19.245      | 117.000     | 16,4        | 18         | 7          | 11         | 1.069                     |         | 16        | 32        | 10         |
| 2000 | 20.250      | 115.000     | 17,6        | 20         | 8          | 12         | 1.012                     |         | 18        | 34        | 10         |
| 2001 | 20.753      | 115.000     | 18,0        | 23         | 12         | 11         | 902                       |         | 19        | 34        | 10         |
| 2002 | 21.192      | 116.192     | 18,2        | 28         | 14         | 14         | 756                       |         | 20        | 35        | 10         |
| 2003 | 23.100      | 117.100     | 19,7        | 27         | 17         | 10         | 855                       |         | 14        | 27        | 12         |
| 2004 | 27.300      | 116.900     | 23,4        | 21         | 17         | 4          | 1.300                     |         | 10        | 28        | 12         |
| 2010 | 35.600      | 130.900     | 27,2        | 23         | 17         | 6          | 1.547                     |         | 11        | 45        | 12         |
| 2014 | 49.800      | 143.294     | 34,8        | 22         | 16         | 6          | 2.263                     |         | 9         | 46        | 13         |
| 2017 | 51.101      | 151.018     | 33,8        | 22         | 17         | 5          | 2.322                     | 3       | 10        | 57        | 16         |
| 2020 | 64.320      | 165.380     | 38,9        | 19         | 16         | 3          | 3.385                     |         | 24        | 71        | 13         |
| 2022 | 67.320      | 173.230     | 38,9        | 23         | 19         | 4          | 2.926                     |         | 8         | 63        | 13         |
| 2023 | 69.070      | 177.730     | 38,9        | 26         | 21         | 5          | 2.656                     |         | 6         | 78        | 14         |